# 타이니 코어 리눅스
타이니 코어 리눅스(Tiny Core Linux. TCL)는 비지박스와 FLTK를 이용하여 기본 시스템을 제공하는데 초점을 맞춘 초소형 리눅스 운영 체제로서, 개발자는 로버트 싱글데커(Robert Shingledecker)이다. 이 배포판은 크기가 11 ~ 16 MB에 이를 정도로 매우 작은 것으로 유명하며, 확장을 통해 추가 기능이 제공된다. 타이니 코어 리눅스는 자유 및 오픈 소스 소프트웨어이며, GNU GPL 버전 2로 라이선스된다.

## 코어의 종류
- "타이니 코어" (16 MB)
- "코어" (11 MB, 마이크로 코어 리눅스)
- "dCore" (12 MB)
- "코어퓨어64"
- "코어 플러스" (106 MB)
- "파이코어" (piCore)

## 시스템 요구 사항
최소 요구사항:
타이니 코어는 적어도 46 MB의 RAM이 있어야 실행 가능하며, 코어는 적어도 28 MB의 램이 필요하다. 최소 CPU는 i486DX이다.
권장 구성:
타이니 코어에는 펜티엄 2 CPU 및 128 MB의 램이 권장된다.

## 같이 보기
- 가벼운 리눅스 배포판